# Stefano Tamburini

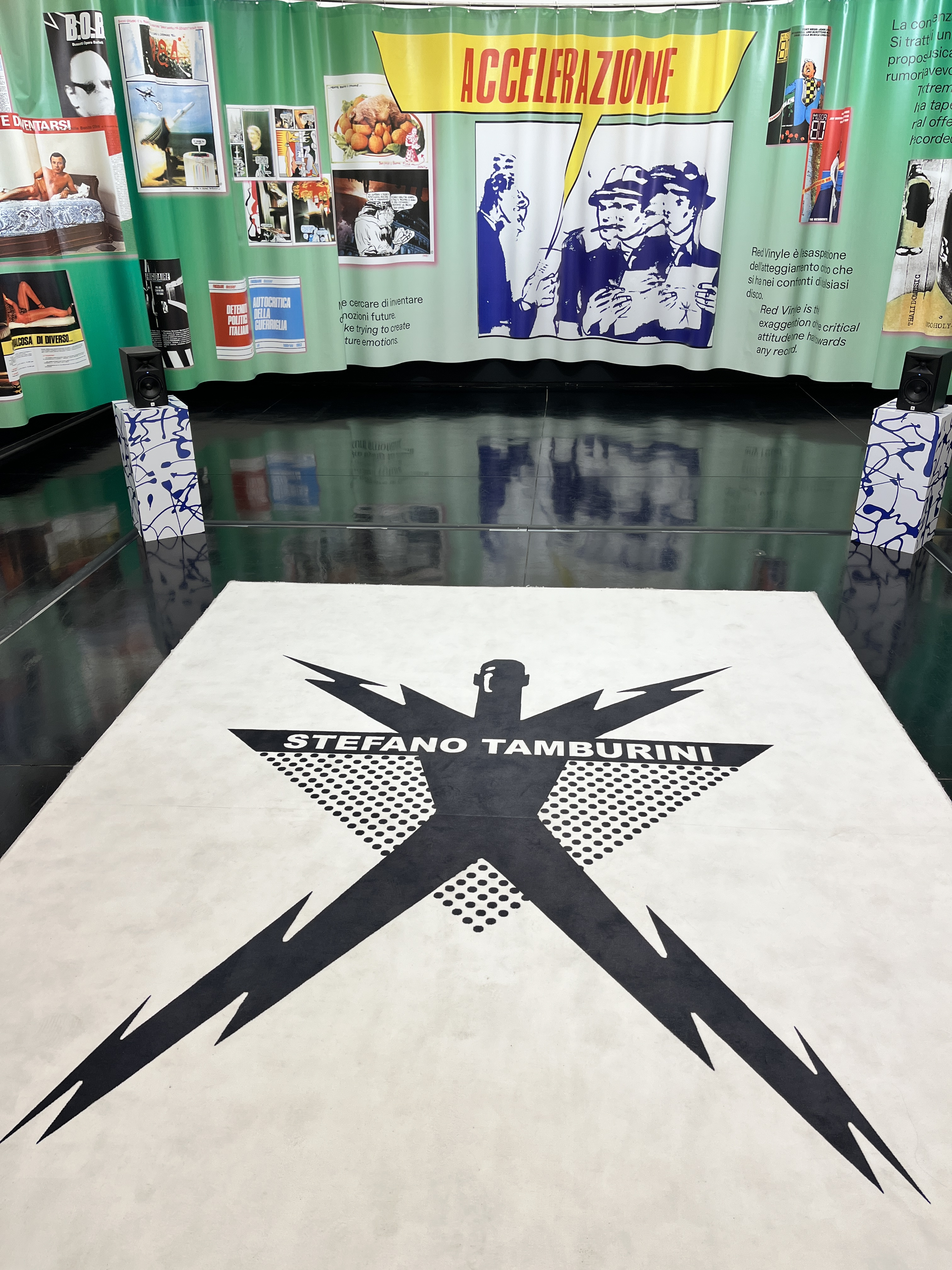
Il logo di Stefano Tamburini riprodotto su un tappeto al centro della mostra "Accelerazione", dedicata all'artista tenutasi presso il Macro di Roma dal 21 marzo al 25 agosto 2024.

Stefano Tamburini (Roma, 18 agosto 1955 – Roma, aprile 1986) è stato un grafico, fumettista e musicista italiano.
(Stefano Tamburini)

## Biografia
Esordisce nel 1974 con le brevi storie a fumetti di Fuzzy Rat, pubblicate sulla rivista underground romana Combinazioni.
Tra il 1975 e 1977 collabora con Stampa Alternativa come disegnatore e grafico, realizzando copertine di libri, illustrazioni, loghi e volantini.
Nell'estate 1975 disegna la sua prima storia a fumetti, che verrà pubblicata nell'autunno del 1977 su Zombie International.
Sempre nel 1977, con Marco D'Alessandro e Massimo Mattioli fonda Cannibale, rivista a fumetti del Movimento (sullo stile dell'americana Zap), su cui successivamente pubblicheranno Filippo Scozzari, Andrea Pazienza e Tanino Liberatore.
Nel 1978 Tamburini crea per Cannibale un personaggio che farà storia: Rank Xerox (nome mutato poi, per ragioni di copyright, in «Ranxerox»), androide protagonista di avventure mirabolanti nello scenario di una Roma del futuro prossimo. Alle chine ci sono anche Andrea Pazienza e Tanino Liberatore.
Nel novembre del 1980 insieme a Vincenzo Sparagna e Filippo Scòzzari fonda la rivista Frigidaire, curandone grafica ed impaginazione.
Per la neonata rivista crea le storie di Snake agent, manipolando e rimontando vecchi fumetti degli anni quaranta con l'uso della fotocopiatrice. Per dirla con le parole del suo autore, Snake agent «fu il primo tentativo di fumetto dove la figura del disegnatore risultasse completamente obsoleta». Fu anche il primo esempio seriale di ciò che lo stesso Tamburini definì xerocommix (termine nato dalla crasi di Xerox, commies - forma abbreviata di communists, "comunisti" -  e comix, vale a dire "fumetti") che inserisce il suo autore nel filone della Copy Art, di cui Bruno Munari fu pioniere con le sue Xerografie.
Per Frigidaire scrive anche recensioni musicali (firmandosi Red Vinyle) e continua la saga di Ranxerox tenendo per sé il lavoro di stesura dei testi e lasciando il disegno a Tanino Liberatore. Le nuove tavole di Ranxerox hanno un successo di pubblico molto vasto, non solo in Italia ma anche in svariati paesi del mondo, in particolare Francia, Giappone e USA, dove appare sulla prestigiosa Heavy Metal.
Il successo di Ranx è testimoniato anche dal videogioco picchiaduro Ranx, sviluppato da Legend e pubblicato da Ubisoft nel 1990 per PC, Amiga e Atari ST.
Nel 1981 pubblica Thalidomusic for Young Babies, una singolare raccolta di tracce musicali composte da un taglia e cuci di brani di Maurizio Marsico e rumori d'ambiente registrati dallo stesso Tamburini, con la falsa identità di Mongoholy-Nazy, un sedicente musicista industrial ungherese il cui nastro sarebbe finito nelle mani del critico musicale di Frigidaire: Red Vinyle (cioè lo stesso Tamburini). La cassetta, uscita in sole 500 copie e venduta per corrispondenza al prezzo di 5000 lire, è oggi un oggetto di culto per i collezionisti.
Nello stesso periodo Tamburini collabora con la rivista di moda Uomo Vogue e disegna una collezione di moda: Vudu.
Muore di overdose da eroina all'età di 30 anni, nel suo appartamento di Roma, in un giorno non precisato dell'aprile del 1986. Il suo corpo è ritrovato il 24 aprile, presumibilmente una decina di giorni dopo il decesso.

## Opere
- Fuzzy Rat (1974/1976, su Combinazioni);
- Morning glory, le radici perdute della banana di piombo, 1977, su Zombie International;
- Rank Xerox (1978/1979, su Cannibale e Il Male poi raccolte nel volume RanXerox il coatto!, 1999, Stampa Alternativa);
- Ranxerox, Primo Carnera Editore (raccolta di storie pubblicate su Frigidaire), 1981
- Ranxerox 2, Primo Carnera Editore (raccolta di storie pubblicate su Frigidaire), 1983
- Muscles, Primo Carnera Editore (antologia di fumetti, testi e opere grafiche pubblicate su Frigidaire), 1984

### Raccolte postume
- Ranxerox - edizione integrale, Primo Carnera Editore (raccolta di tutte le storie uscite su Frigidaire), 1987
- Snake Agent, Coniglio Editore (raccolta di storie pubblicate su Frigidaire), 2005
- Banana meccanica, Coniglio Editore, 2006
- Ranx. Ediz. integrale, Comicon (antologia contenente tutte le storie dal 1978 al 1997), 2012
- Muscoli e forbici. Un'antologia grafica definitiva, Coconino Press/Fandango, 2017
- Tutto Tamburo 1: Esordi Sotterranei (1973 - 1976), Muscles Edizioni Underground, 2018
- Tutto Tamburo 2: Un Cannibale nel Movimento (1977 - aprile 1978), Muscles Edizioni Underground, 2019
- Tutto Tamburo 3: Cannibale e Il Male in edicola! (maggio 1978 - 1979), Muscles Edizioni Underground, 2019
- Tutto Tamburo 4: Frigidaire, la grafica (1980 - 1984), Muscles Edizioni Underground, 2020
- Tutto Tamburo 5: La musica: suoni, segni e parole (1977 - 1982), Muscles Edizioni Underground, 2020
- Tutto Tamburo 6: Xerofumetti e vari scritti (1980-1986), Muscles Edizioni Underground, 2021
- Tutto Tamburo 7: L'altra grafica: editoria, pubblicità, moda (1980-1986), Muscles Edizioni Underground, 2022
- Ranxerox. La genesi, Muscles Edizioni Underground, 2023

## Discografia
- 1980 – Thalidomusic for Young Babies (con lo pseudonimo di Mongoholy-Nazy; cassetta autoprodotta)